# Alternative Press
Alternative Press — ежемесячный американский музыкальный журнал, в котором основное внимание, как правило, уделяется альтернативной музыке. Журнал основан в Кливленде, штат Огайо в 1985 году Майком Ши, который и по сей день является генеральным директором издательства Alternative Press Magazine, Inc. В Alternative Press публикуются интервью, фотографии, информация о предстоящих музыкальных релизах и концертных турах.

## О журнале
Майк Ши начал работать над первым выпуском журнала у себя дома вместе со своим приятелем. Ши развесил в районе своей школы и дома объявления, в которых говорилось, что нужны люди для создания развлекательной газеты. После того, как первый выпуск журнала был закончен, Ши представил его одноклассникам. Школьникам понравился журнал, а позже первый выпуск был продан за $25.
Сначала Alternative Press был фэнзином и распространялся на концертах в Кливленде с июня 1985 года самим Майком Ши. Он не любил ту музыку, которая чаще всего игралась на радио и считал, что средства массовой информации в недостаточной мере освещают события в альтернативной и андеграундной музыке.
В 1986 году Майк Ши столкнулся с финансовыми проблемами. На концертах журнал моментально расходился, но не было денег и возможности создавать новые выпуски. К концу 1986 Ши вовсе прекратил работать над Alternative Press. Он вернулся к своему проекту лишь весной 1988 года. В 1989 году Майк Ши создаёт издательство Alternative Press Magazine, Inc и выпуск журнала возобновился, но уже на коммерческой основе. Изначально продажи были крайне низкими, однако к началу 1990-х годов ситуация изменилась; в связи с быстрым ростом популярности альтернативного рока возрос и интерес читателей к Alternative Press и соответственно увеличились тираж и продажи журнала. К концу 1990-х Alternative Press стал уже достаточно популярным изданием. На обложках журнала неоднократно появлялись такие известные исполнители как Кид Рок, The Offspring, Tool, Red Hot Chili Peppers, No Doubt, Nine Inch Nails и другие.
На момент своего 20-летия в 2005 году несколько изменился формат Alternative Press и увеличилось число страниц до 112. В настоящее время количество страниц варьируется от 198 до 220. Также были введены новые разделы и рубрики. Сейчас состав журнала входят следующие рубрики:
- «The AP Poll» — ответы от редакции на вопросы читателей
- «In the Studio» — события в музыкальном мире, новинки, небольшие интервью
- «AP&R» — колонка о новых исполнителях месяца
- «Chalkboard Confessional» — о событиях в мире альтернативной музыки
- «Musician of the Month» — лучший исполнитель месяца
- «Reviews» — обзоры вышедших альбомов
- «Next Exit» — анонс предстоящих музыкальных релизов
- «1000 Words» — интервью с музыкантами
- «10 Essential» — главных событий месяца

Alternative Press Magazine, Inc также спонсирует радиошоу на XM Radio и концертные туры Warped Tour, Taste of Chaos, а также собственный The AP Tour. Помимо этого от журнала выпускаются музыкальные сборники.